# Lukas (film)
Lukas is een Franse thriller uit 2018, geregisseerd door Julien Leclercq, met Jean-Claude Van Damme en Sveva Alviti in de hoofdrollen. De film ging op 22 augustus 2018 in première.

## Verhaal
De film breekt met het traditionele thema in de films van Jean-Claude van Damme. Het is een film noir, somber en gewelddadig, en niet een gebruikelijke actiefilm. De hoofdpersoon Lukas is een geplaagde antiheld die alles probeert te doen om zijn dochter goed op te voeden. Lukas is een voormalig bodyguard die nu werkzaam is als portier in nachtclubs om zijn achtjarige dochter Lisa te onderhouden. Als hij betrokken raakt bij een vechtpartij verliest hij de voogdij over zijn dochter. Hij raakt in contact met een criminele bende met een Nederlandse leider, en wordt benaderd door de politie die hem vraagt in deze organisatie te infiltreren. In ruil daarvoor zou hij de voogdij over zijn dochter terug krijgen. 

## Rolverdeling
- Jean-Claude Van Damme als Lukas
- Sveva Alviti
- Sami Bouajila
- Kaaris
- Kevin Janssens
- Sam Louwyck
- Dimitri Vegas